# HP-48

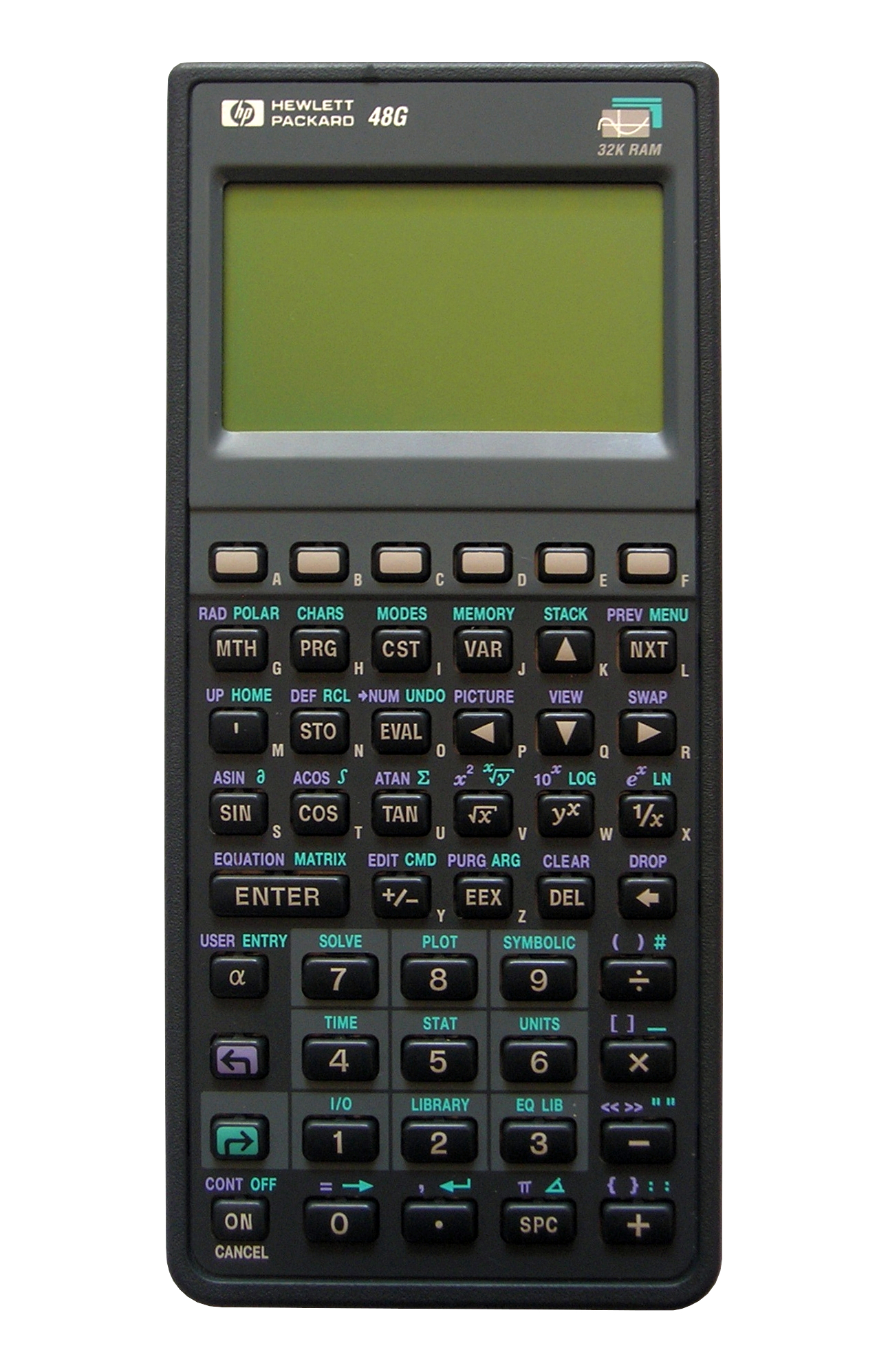
HP 48G.

La HP-48 est une calculatrice scientifique  développée par Hewlett Packard sur la base de la HP-28. Elle a été disponible dans le commerce entre 1990 et 2003.
Elle permet de tracer graphiquement des fonctions mathématiques et de faire des calculs complexes sur des expressions algébriques, des matrices, des nombres complexes, etc.
Comme la quasi-totalité des calculatrices HP, elle utilise la notation polonaise inverse, en anglais Reverse Polish Notation (RPN), appelée aussi notation postfixée, qui permet d'effectuer des calculs en s'affranchissant des parenthèses.
Exemple : « 1 [ENTER] 2 + » représente l'opération d'addition des nombres 1 et 2. La touche + affiche le résultat de l'opération, rendant inutile une touche = ou EXE.

## Fonctions scientifiques
Bibliothèque d'unités physiques avec conversions
Bibliothèque d'équations physiques  :
| Dimensionnement de poteaux et poutres | Mouvement               |
| Électricité                           | Oscillation             |
| Mécanique des fluides                 | Géométrie plane         |
| Forces et énergie                     | Géométrie des solides   |
| Gaz                                   | Analyse des contraintes |
| Transfert de chaleur                  | Ondes                   |
| Magnétisme                            | Semi-conducteurs        |

Elle intègre des fonctions très rares sur des calculatrices,comme par exemple la fonction DARCY qui renvoie le coefficient de perte de charge  (régime laminaire et turbulent).

## Programmation
Cette calculatrice est dotée d'un langage de programmation postfixé développé par HP, le RPL, dérivé de Lisp et de Forth, qui utilise la notation polonaise inverse : les opérandes sont placés avant les opérateurs, ce qui permet de s'affranchir totalement des parenthèses, ce qui conduit à des lignes de code plus « légères » que dans la plupart des autres langages (C, Java, Lisp, etc.). La notation postfixée est aussi utilisée dans les langages Forth et PostScript.
Les HP-48 sont construites autour d'un microprocesseur 4 bits Saturn.
Gamme : HP-48S, HP-48SX, HP-48G, HP-48GX, HP-48G+.

## Spécifications
Les modèles 49 et 50 sont présents dans cette table à titre de comparaison car il s'agit des successeurs de la série 48.
| Modèle             | HP-48S             | HP-48SX,           | HP-48G             | HP-48GX            | HP-48G+            | HP-49G             | HP-49g+              | HP-50g               |
| ------------------ | ------------------ | ------------------ | ------------------ | ------------------ | ------------------ | ------------------ | -------------------- | -------------------- |
| CPU                | Saturn 2 MHz       | Saturn 2 MHz       | Saturn 3,7 - 4 MHz | Saturn 3,7 - 4 MHz | Saturn 3,7 - 4 MHz | Saturn 4 MHz       | ARM9 75 MHz          | ARM9 75 MHz          |
| Mémoire            | 32 ko              | 32 ko              | 32 ko              | 128 ko             | 128 ko             | 512 ko             | 512 ko               | 512 ko               |
| Port 1             |                    | 128 ko max         |                    | 128 ko max         |                    | 256 ko réservé RAM | 128 ko réservé RAM   | 128 ko réservé RAM   |
| Port 2             |                    | 128 ko max         |                    | 4 Mo max           |                    |                    | 768 ko réservé Flash | 768 ko réservé Flash |
| Cartes SD (Port 3) |                    |                    |                    |                    |                    |                    | 2 Go max             | 2 Go max             |
| écran LCD          | 64x131             | 64×131             | 64×131             | 64×131             | 64×131             | 64×131             | 80×131               | 80×131               |
| Connexion          | Série, Infra-Rouge | Série, Infra-Rouge | Série, Infra-Rouge | Série, Infra-Rouge | Série, Infra-Rouge | Série              | USB, IrDA            | USB, IrDA, Série     |

## Disponibilité
Le modèle 48SX a été mis en vente le 6 mars 1990.
Plusieurs modèles se sont succédé :
- 48S : 1991-1993 ;
- 48SX : 1990-1993 ;
- 48G : 1993-2003 ;
- 48GX (F1895A) : 1993-2003 ;
- 48G+ (F1630A, F1894A) : 1998-2003.